# Warri
Rua de Warri

Warri é uma cidade no estado Delta na Nigéria, com uma população na faixa de mais de um milhão de pessoas. O povo de Warri é composto, principalmente, por Itsequiris, Urrobos, ijós, mas outros grupo étnicos também vivem na cidade.

## Economia
Warri é uma cidade estratégica no Delta do Níger sendo a segunda maior cidade petrolífera depois de Port Harcourt. Warri é o centro de um grande número de instalações de petróleo e o centro nervoso das operações de empresas de petróleo no Delta do Níger ocidental, particularmente a maior dos EUA, a Chevron-Texaco.

## História
Sua história remota ao século XV quando a cidade foi visitada por missionários portugueses. Posteriormente, seus portos serviram como base para o comércio escravista português e holandês. O nome da cidade é uma corruptela do nome do explorador português João Afonso de Aveiro. que visitou a região entre 1484 e 1486.
No final dos anos de 1800, a cidade desenvolveu seu comércio com produtos como óleo de palma, borracha, palmeiras, cacau, amendoim, couros e peles. Warri tornou-se sede provincial britânica na região no começo dos anos de 1900.